# Artur Domosławski
Artur Domosławski (ur. 1 grudnia 1967) – dziennikarz, reporter, pisarz dwukrotnie nominowany do Nagrody Literackiej „Nike”, laureat nagrody Grand Press (2010), od 2011 dziennikarz tygodnika „Polityka”. Uhonorowany Nagrodą Literacką im. Juliana Tuwima za całokształt twórczości (2024) oraz Górnośląską Nagrodą Literacką „Juliusz” (2022).   

## Życiorys
W 1991 roku rozpoczął współpracę z „Gazetą Wyborczą”, gdzie zajmował się tematami politycznymi (jako reporter i felietonista). Dwa lata później (w 1993) ukończył studia na Wydziale Wiedzy o Teatrze PWST w Warszawie. Zajmuje się głównie tematyką Ameryki Łacińskiej, ruchu antyglobalistycznego, konfliktów społecznych oraz zagadnieniami religijnymi.
Jego książka Gorączka latynoamerykańska (książka grudnia Warszawskiej Premiery Literackiej 2004) stanowi reporterski zapis z podróży po całej niemal Ameryce Południowej i Środkowej (m.in. Brazylia, Meksyk, Kuba, Argentyna, Peru, Chile), przeplatany historiami tych państw z dużym naciskiem na okres rewolucji komunistycznych i wojskowych zamachów stanu. Duża część dzieła poświęcona jest opisom reżimów w Chile, Argentynie i na Kubie oraz krytyce liberalno-rynkowych reform. Otrzymał Nagrodę im. Beaty Pawlak za książkę pt. Ameryka zbuntowana, stanowiącą zbiór wywiadów z amerykańskimi intelektualistami lewicowymi.
Został wybrany Dziennikarzem Roku 2010, uhonorowanym podczas uroczystej gali w Warszawie, zorganizowanej przez miesięcznik „Press”. W 2017 został nominowany do Nagrody Literackiej „Nike” za książkę Wykluczeni, a w 2022 był jej finalistą za biografię Wygnaniec. 21 scen z życia Zygmunta Baumana. Książka przyniosła mu statuetkę Górnośląskiej Nagrody Literackiej „Juliusz” (2022).
1 czerwca 2011 odszedł z „Gazety Wyborczej” do tygodnika „Polityka”.
Został członkiem Kapituły Nagrody Newsweeka im. Teresy Torańskiej.
Za całokształt dokonań literackich uhonorowany w 2024 roku Nagrodą Literacką im. Juliana Tuwima.

### Sprawa biografiiKapuściński non-fiction
Wydana w 2010 książka Kapuściński non-fiction wzbudziła debatę w mediach nt. biografii Ryszarda Kapuścińskiego, jego związków z reżimem PRL oraz rzetelności jego reporterskich książek. Wdowa po Kapuścińskim, Alicja Kapuścińska, wytoczyła Domosławskiemu sprawę sądową o ochronę dóbr osobistych oraz praw autorskich. Jednocześnie część publicystów broniła prawa Domosławskiego do takiego, a nie innego, przedstawiania biografii Kapuścińskiego. Inni zwracali uwagę na fakt, że Domosławski nadużył zaufania rodziny Kapuścińskich, m.in. wynosząc z pracowni Kapuścińskiego dokumenty i wycinki, których według Izabeli Wojciechowskiej („Gazeta Wyborcza”, 11 marca 2010), nie zwrócił. Domosławski miał się dopuścić manipulacji przy opisie fotografii z archiwum Kapuścińskiego.
W 2013 nowy właściciel Świata Książki, w którym ukazała się biografia, zawarł ugodę z Alicją Kapuścińską, zobowiązując się do usunięcia czterech rozdziałów książki. Nakład został już wtedy prawie całkowicie wyczerpany, a wydawnictwu wygasała licencja.
27 maja 2015 Sąd Okręgowy w Warszawie wydał nieprawomocny wyrok, uwzględniający częściowo roszczenia Alicji Kapuścińskiej. Nakazał Domosławskiemu przeproszenie listowne powódki, zaś przyszłe wydania biografii reportera mogą ukazywać się, ale bez 10-stronicowego rozdziału O miłości i innych demonach. Sąd oddalił natomiast żądanie przeprosin w mediach i wpłaty 50 tys. zł na Fundację im. Ryszarda Kapuścińskiego. 14 października 2016 Sąd Apelacyjny w Warszawie prawomocnie uchylił decyzję sądu I instancji, przyznając Arturowi Domosławskiemu prawo do publikacji książki Kapuściński non-fiction w całości.

## Publikacje
- Chrystus bez karabinu. O pontyfikacie Jana Pawła, Prószyński i S-ka, Warszawa 1999
- Świat nie na sprzedaż. Rozmowy o globalizacji i kontestacji, Sic!, Warszawa 2002
- Gorączka latynoamerykańska, Świat Książki, Warszawa 2004
- Ameryka zbuntowana. Siedemnaście dialogów o ciemnych stronach imperium wolności, Świat Książki, Warszawa 2007
- Kapuściński non-fiction, Świat Książki, Warszawa 2010
- Śmierć w Amazonii, Wielka Litera, Warszawa 2013
- Wykluczeni, Wielka Litera, Warszawa 2016
- Wygnaniec. 21 scen z życia Zygmunta Baumana, Wielka Litera, Warszawa 2021
- Rewolucja nie ma końca. Podróże w krainie buntu i nadziei, Wydawnictwo Literackie, Warszawa 2024